# 퍼즈볼

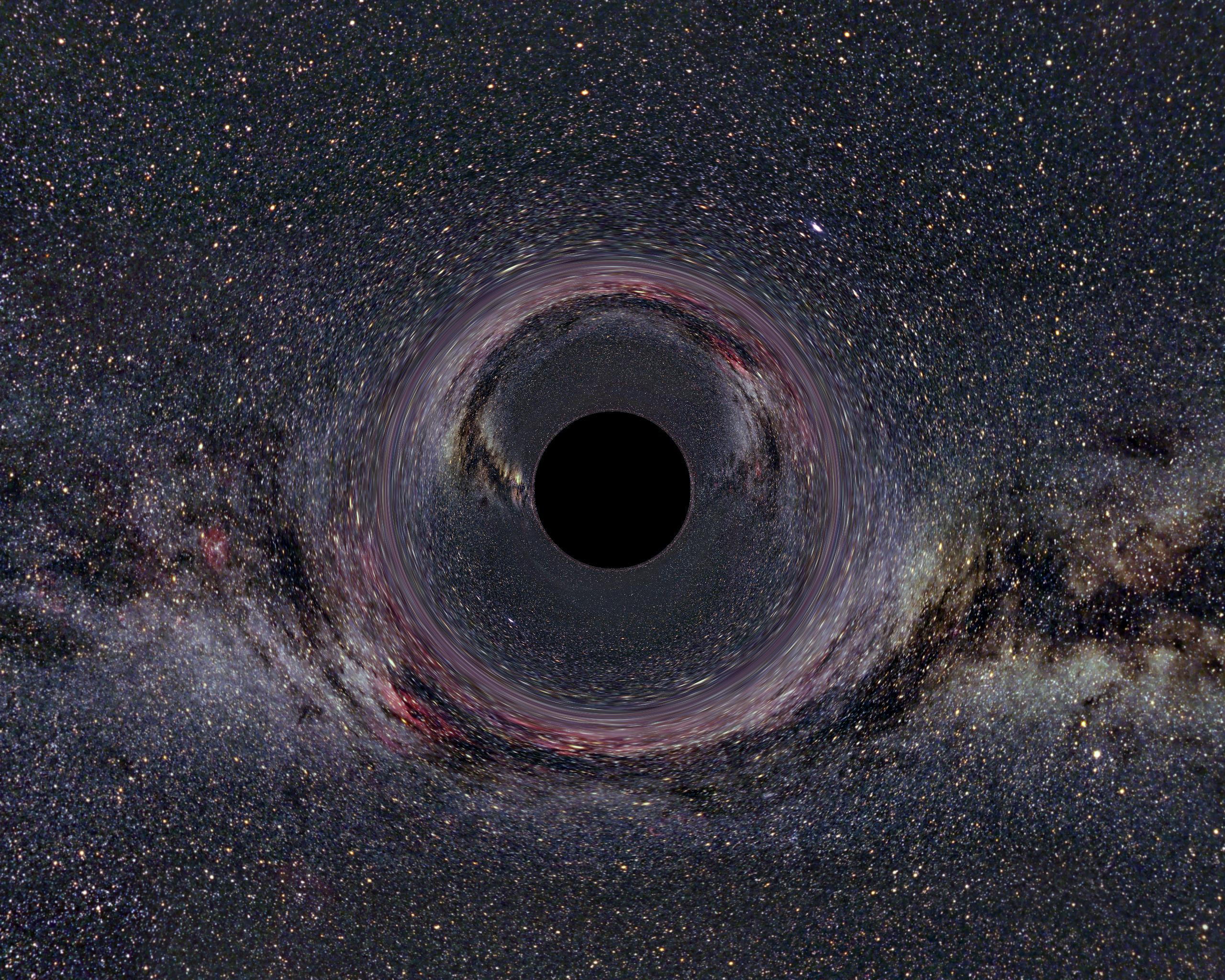
퍼즈볼은 고전적인 블랙홀처럼 시공간을 왜곡하고 빛의 경로를 구부린다. 여기에서 중앙 검은 점의 가장자리인 사건의 지평선은 탈출 속력가 빛의 속력와 같은 임계값뿐만 아니라 퍼즈볼의 물리적 표면을 나타낸다.

퍼즈볼은 일부 초끈 이론 학자들이 주장하는 블랙홀에 대한 양자 물리학적 설명이다. 이 이론은 고전적인 블랙홀이 현대 물리학에 제기하는 다루기 힘든 두 가지 문제를 해결하려고 시도한다.
1. 떨어지는 물질과 에너지가 가진 양자 정보가 중력 특이점으로 완전히 사라지는 블랙홀 정보 역설 ; 즉, 블랙홀은 블랙홀에 떨어진 것의 특성에 관계없이 그 구성에서 물리적인 변화가 전혀 없을 것이다.
2. 기존의 블랙홀 이론에 따르면 부피가 0인 영역에서 무한히 강한 중력장으로 인해 무한한 시공간 곡률이 있다고 말하는 블랙홀 중심의 중력 특이점이다. 현대 물리학은 이러한 매개변수가 무한거나 0일 때 무너진다.

퍼즈볼 이론은 블랙홀의 사건 지평 내부의 전체 영역이 끈 이론의 기본 구성 요소인 끈으로 이루어진 공이라고 가정함으로써 고전적인 블랙홀의 중심을 묘사하는 중력 특이점을 대체한다.

## 물리적 특성

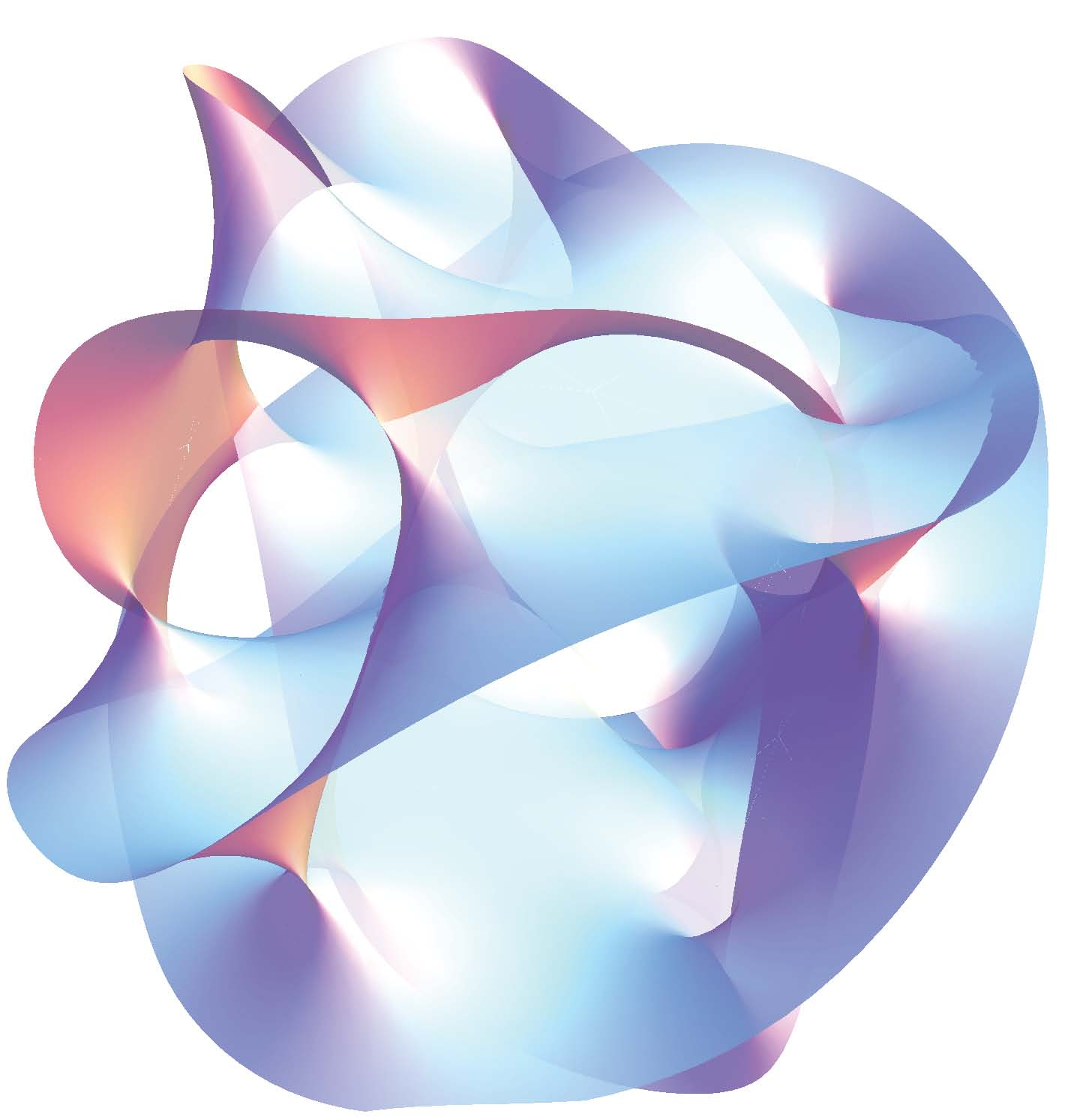
초끈 이론(퍼즈볼 이론의 기초)에서는 시공간의 추가 차원이 6차원 칼라비-야우 다양체의 형태를 취하는 것으로 생각된다.

오하이오 주립 대학의 사미르 매튜어는 박사 후 연구원인 올래그 루닌과 함께 2002년에 두 개의 논문을 통해 블랙홀이 일정한 부피를 가진 끈으로 이뤄진 구일 것이라고 제안했다. 이는 일반 상대론에서 블랙홀의 전체 질량이 집중되어 있다고 하는 부피 0인 점으로 보는 중력 특이점이 아니다.
끈 이론에서는 1차원 에너지 끈이 물질의 기본 요소이며, 이 끈이 서로 다른 모드 또는 주파수에서 진동하여 상호작용 매개입자를 포함한 여러 가지 서로 다른 아원자 입자들을 나타낸다고 주장한다. 블랙홀을 중력 특이점으로 보는 일반 상대론의 고전적인 관점과는 달리, 퍼즈볼은 중성자가 분해되 그들을 구성하는 쿼크가 해방된 아주 큰 밀도를 가진 중성자별로 생각할 수 있다.
일반 상대성 이론에 기반한 고전적인 블랙홀 모델의 사건 지평은 다른 시공간 영역과 확실히 구별되는 것으로 생각되는 반면, 퍼즈볼 이론에서는 퍼즈볼의 사건 지평은 아주 작은 규모(몇 플랑크 길이 정도)에서 안개와 흡사하다고, 즉, fuzzy라고 주장한다 "퍼즈볼"이란 이름은 여기서 유래한다. 또한 퍼즈볼의 물리적 표면의 반지름은 전형적인 블랙홀의 사건의 지평의 반지름과 같다.
고전적 블랙홀 모델에서, 사건의 지평을 통과해 중력 특이점으로 향하는 물체는 탈출 속력이 빛의 속력를 초과하는 곡선형 시공간 영역에 진입하는 것으로 생각된다. 이 영역은 어떠한 물리적 구조도 없는 영역이다. 게다가, 고전적인 블랙홀의 심장인 중력 특이점은 무한한 밀도를 가지고 있으며, 여기서 시공간은 무한한 곡률을 가진 것으로 생각된다(즉, 중력은 무한한 강도를 가진 것으로 생각된다). 이러한 무한한 물리량 조건은 알려진 물리학에서 문제가 된다. 그러나 퍼즈볼 모델에서는 물체를 구성하는 끈이 단순히 떨어져서 퍼즈볼의 표면으로 흡수되는 것으로 생각되며, 이는 탈출 속력이 빛의 속력와 같아지는 임계값인 사건의 지평에 해당한다.
시공간, 광자 및 퍼즈볼의 표면에 절묘하게 가깝지 않은 다른 모든 것들에 대한 퍼즈볼의 영향은 중심에 중력 특이점이 있는 블랙홀의 고전적 모델이 미치는 영향과 같다고 여겨진다. 퍼즈볼과 고전적인 블랙홀 모델은 오직 양자 수준에서만 다르다. 즉, 내부 구성과 사건의 지평에 가깝게 형성되는 가상 입자에 미치는 영향만 다르다. 퍼즈볼 이론을 지지하는 학자들은 이 이론이 블랙홀에 대한 진정한 양자 물리학적 설명이라고 생각한다.

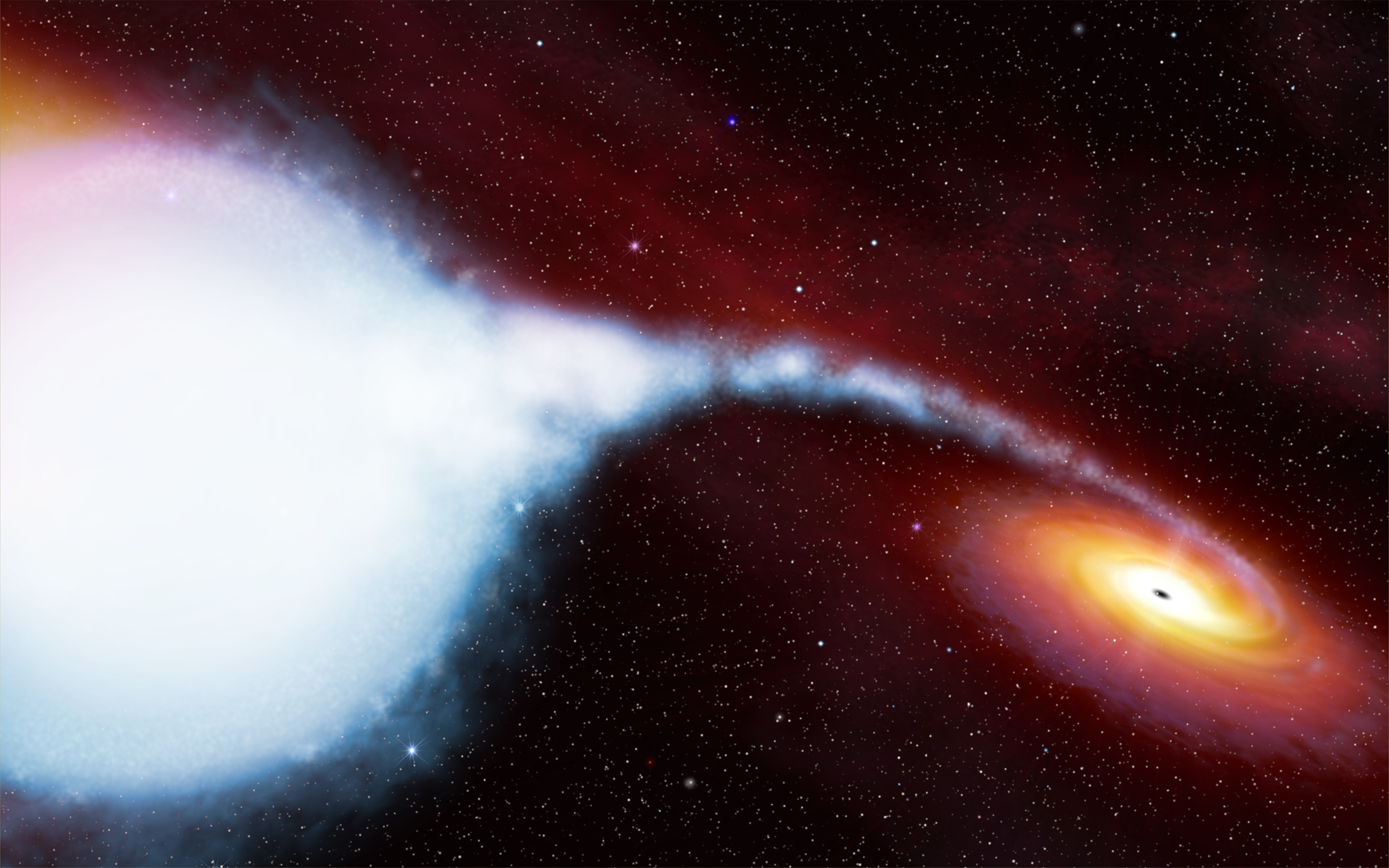
아티스트의 시그너스 X-1 블랙홀은 불과 6,000광년 떨어져 있는 우리은하 은하로, 청색 초거성 변광성과 함께 쌍성계에 속한다. Cygnus 이 실제로 퍼즈볼이라면 그 표면의 직경은 51km이다.

퍼즈볼의 부피는 슈바르츠실트 반지름(M☉ 당 2,954 m)에 대한 함수라서, 퍼즈볼의 밀도는 질량의 역제곱으로 감소한다(질량의 2배는 직경의 2배이고 부피의 8배이므로 밀도는 1/4이 된다). 6.8 M☉질량을 가진 전형적인 퍼즈볼의 평균 밀도는 4.0×1017 kg/m3이다. 물 한 방울 크기의 퍼즈볼(0.05 mL (5.0×10−8 m3)의 질량은 2천만톤이며, 이는 직경 240미터인 화강암 공의 질량이다.
이 밀도는 아주 크지만, 수학적으로 말하면, 아무리 큰 수라도 무한대와는 전혀 다르기 때문에, 퍼즈볼은 고전적인 중력 특이점과는 거리가 멀다. 일반적인 항성 질량 퍼즈볼의 밀도는 상당히 크지만 중성자별의 밀도와 비슷하다. 그들의 밀도는 단일 원자핵의 부피에 채워진 우주의 질량과 같은 플랑크 밀도(5.155×1096 kg/m3)보다 작다.
퍼즈볼은 분수 장력 때문에 질량이 증가함에 따라 밀도가 낮아진다. 물질이나 에너지(끈)가 퍼즈볼에 떨어질 때 더 많은 끈이 단순히 퍼즈볼에 추가되는 것이 아니다. 끈은 함께 융합 되고 그렇게 함으로써 떨어지는 끈 ‑ 모든 양자 정보는 더 크고 복잡한 끈의 일부가 된다. 분수 장력으로 인해 현 장력은 더 많은 진동 모드로 더 복잡해지고 상당한 길이로 이완됨에 따라 기하급수적으로 감소한다. "수학적 아름다움" 매튜어와 루닌이 사용한 끈 이론 공식의은 분수 장력 값이 어떻게 87년 전에 카를 슈바르츠실트 가 완전히 다른 수학적 기법을 사용하여 계산한 슈바르츠실트 반지름과 정확히 같은 퍼즈볼 반지름을 생성하는지에 있다.
위에서 설명하였듯, 퍼즈볼의 밀도는 질량에 반비례 하기 때문에, 퍼즈볼이 모두 어마어마하게 큰 밀도를 가지고 있지는 않다. 예를 들어, 사실상 모든 은하의 중심에서 발견되는 초대질량 블랙홀들이 있는데, 이정도 큰 질량을 가진 퍼즈볼의 밀도는 그리 높지 않다. 우리 은하의 중심에 있는 블랙홀인 궁수자리 A*의 질량은 4.3백만 M☉이다. 퍼즈볼 이론이 맞다면, 그 블랙홀의 평균 밀도는 금의 51배에 불과하다.

퍼즈볼의 표면이 놓이는 위치는 퍼즈볼의 탈출 속력과 빛의 속력와 정확하게 일치하는 임계값에 따라 결정된다. 물체가 어떤 큰 물체에서 탈출하기 위해서는 탈출 속력이라는 특정 속력에 도달 해야 한다. 지구의 경우 탈출 속력은 11.2 km/s이다. 탈출 속력은 큰 물체의 중력 영향권 가장자리에서 큰 물체로 낙하하여 마침내 서로 충돌 할 때 낙하한 물체가 가진 속력과 같다. 따라서 고전적인 블랙홀과 퍼즈볼의 사건의 지평은 떨어지는 물체가 빛의 속력에 도달할 정도로 시공간이 뒤틀린 지점에 정확하게 놓여 있다. 특수 상대론에 따라, 시공간에서 어떤 입자가 가질 수 있는 최대 속력은 빛의 속력이다. 이 속력으로 떨어지는 물질과 에너지는 퍼즈볼의 표면에 영향을 미치고 이때 해방된 개별 끈은 퍼즈볼의 구성에 기여한다.

## 정보 역설
일반 상대론적 결과인 고전적인 블랙홀에 양자장론을 적용하면 블랙홀 정보 역설이라는 문제가 생긴다. 이 역설은 1972년 야코브 베켄슈타인이 처음 제기하고 나중에 스티븐 호킹이 대중화 하였다. 정보 역설은 고전적인 블랙홀에 떨어지는 물질과 에너지의 모든 양자 물리학적 성질(정보)이 그 중심에 있는 부피가 0인 특이점으로 존재에서 완전히 사라진다고 생각된다는 깨달음에서 탄생한다. 예를 들어, 똑같은 두 블랙홀이 있는데, 하나는 근처의 동반성 항성 대기를 흡수하고 하나는 이웃 별에서 오는 빛만을 흡수해서 질량이 쪽같이 증가 할 때, 양자 물리학이 적용된다면, 두 블랙홀은 점점 다른 구성 요소를 가지게 되어야 한다. 그러나 고전적인 블랙홀 이론에 따르면, 두 개의 고전적인 블랙홀이 떨어지는 물질과 에너지로 인해 점점 더 커질 것이라는 사실 외에는 다를 바가 없기 때문에 둘은 구별되지 않는다. 따라서 두 블랙홀에 들어간 정보가 다름에도 같은 정보를 가진 블랙홀이 되어서 정보가 손실 된다는 결론에 도달한다. 정보가 손실되었다는것은, 두 블랙홀로부터 서로 다른 변화 과정을 재구성해 낼 수 없다는 뜻이다. 한편, 양자 계의 시간에 따른 변화는 유니타리성을 가지고 있으며, 수학적으로. 유니타리 연산자는 언제나 역연산자를 갖기 때문에, 과거의 상태를 복구 할 수 있다. 베켄슈타인은 이 이론적 결과가 어떤 과정에서도 양자 정보가 손실되어서는 안 된다는 양자 물리학의 가역성을 위반했다고 지적했다. 블랙홀 열역학이라 부르는 분야는 블랙홀 정보 역설과 밀접한 관련이 있다.
양자 정보가 고전적인 블랙홀의 특이점에서 소멸되지 않고 어떻게든 여전히 존재한다고 해도 양자 정보는 무한한 중력을 거슬러 올라가 사건의 지평선 표면에 도달하고 탈출할 수 없을 것이다. 호킹 복사는 정보 역설을 피하지 못할 것이다. 호킹 복사는 오직 고전적인 블랙홀의 질량, 각운동량 및 전하만을 나타낼 수 있다. 호킹 방사선은 가상 입자 —모든 종류의 입자/반입자 쌍과 광자 쌍은 사건의 지평에 매우 가깝게 형성되고 한 쌍의 구성원은 나선을 그리며 다른 구성원은 탈출하여 블랙홀의 에너지를 운반한다.
퍼즈볼 이론은 양자 물리학의 가역성 법칙을 위반하지 않는다. 왜냐하면, 퍼즈볼에 떨어지는 모든 끈의 양자적 특성은 떨어진 끈이 퍼즈볼의 구성에 기여할 때 보존되기 때문이다. 더욱이 이론의 이러한 측면은 퍼즈볼의 양자 정보가 그 중심에 갇혀 있지 않고 퍼지 표면까지 도달하고 호킹 복사가 이 정보를 운반한다고 주장하기 때문에 실험 할 수 있다.

## 참고 및 참조
1. ↑  This is a mean bulk density; as with neutron stars, the sun, and its planets, a fuzzball's density varies from the surface where it is less dense, to its center where it is most dense.
2. ↑  Smaller fuzzballs would be denser yet. The smallest black hole yet discovered, XTE J1650-500, is 3.8 ±0.5 M☉. Theoretical physicists believe that the transition point separating neutron stars and black holes is 1.7 to 2.7 M☉ (Goddard Space Flight Center: NASA Scientists Identify Smallest Known Black Hole 보관됨 2016-03-04 - 웨이백 머신). A very small, 2.7 M☉ fuzzball would be over six times as dense as a median-size fuzzball of 6.8 M☉, with a mean density of 2.53. A bit of such a fuzzball the size of a drop of water would have a mass of 126 million metric tons, which is the mass of a granite ball 449 meters in diameter.
3. ↑  Neutron stars have a mean density thought to be in the range of 3.7–5.9×1017 kg/m3, which is equal to median-size fuzzballs ranging from 7.1 to 5.6 M☉. However, the smallest fuzzballs are denser than neutron stars; a small, 2.7 M☉ fuzzball would be four to seven times denser than a neutron star. On a "teaspoon" (≈4.929 mL) basis, which is a common measure for conveying density in the popular press to a general-interest readership, comparative mean densities are as follows:
4. ↑  The "speed of light" in this context is from the point of view of an observer who is traveling along with the fuzzball and is at the edge of its gravitational sphere of influence. The escape velocity is precisely equal to (not "very close to") the speed of light because one is not measuring the velocity of photons or particles with respect to spacetime, but instead observing a region of spacetime that has been warped the maximum permissible extent with respect to itself. From a Newtonian point of view, infalling objects are achieving a velocity that—to certain external observers—appears to be precisely equal to the speed of light at the point the objects encounter a black hole's event horizon. From Einstein's point of view, the infalling energy and matter are merely following the contours of spacetime up to the point spacetime becomes maximally warped.